# Scrophularia divaricata
Scrophularia divaricata är en flenörtsväxtart som beskrevs av Carl Friedrich von Ledebour. Scrophularia divaricata ingår i släktet flenörter, och familjen flenörtsväxter. Inga underarter finns listade i Catalogue of Life.